# Districtul Ratsada
Ratsada (în thailandeză รัษฎา) este un district (Amphoe) din provincia Trang, Thailanda, cu o populație de 26.381 de locuitori și o suprafață de 232,4 km².

## Componență
Districtul este subdivizat în 5 subdistricte (tambon), care sunt subdivizate în 50 de sate (muban).
| Nr. | Nume        | În thailandeză | Sate | Locuitori |  |
| --- | ----------- | -------------- | ---- | --------- |  |
| 1.  | Khuan Mao   | ควนเมา         | 15   | 6,373     |  |
| 2.  | Khlong Pang | คลองปาง        | 9    | 5,683     |  |
| 3.  | Nong Bua    | หนองบัว         | 9    | 4,737     |  |
| 4.  | Nong Prue   | หนองปรือ        | 12   | 7,057     |  |
| 5.  | Khao Phrai  | เขาไพร         | 5    | 2,531     |  |

|| 
|}